# Гравет (Арканзас)
Гравет (енгл. Gravette) град је у америчкој савезној држави Арканзас.

## Демографија
По попису из 2010. године број становника је 2.325, што је 515 (28,5%) становника више него 2000. године.
| Група             | 2000.         | 2010.         |
| Белци             | 1.658 (91,6%) | 2.042 (87,8%) |
| Афроамериканци    | 3 (0,2%)      | 13 (0,6%)     |
| Азијати           | 11 (0,6%)     | 16 (0,7%)     |
| Хиспаноамериканци | 53 (2,9%)     | 94 (4,0%)     |
| Укупно            | 1.810         | 2.325         |